# Arčon
Arčon [arčón] je priimek več znanih Slovencev:
- Angel Arčon (1918—1987), igralec in društveni delavec
- Arnold Arčon (1905—?), operni pevec, zborovodja ...
- Darijo Arčon, izdelovalec gobelinov (vezilec)
- David Arčon (1904—1985), član organizacije TIGR in partizan
- Denis Arčon (*1968), fizik, univ. prof.
- Evgen Arčon (1908—1979), sadjarski strokovnjak
- Iztok Arčon (*1961), fizik, univ. prof.
- Kamil Arčon (*1927), risar, izumitelj (nihalopis-kinetografija)
- Katarina Arčon, glasbena pedagoginja/šolnica (Kamnik)
- Mara Vera Arčon (1920—2020), romanistka, knjižničarka na FF UL
- Matej Arčon (*1972), politik
- Sandi Arčon (*1991), nogometaš
- Slavko Arčon (1954—2019), črnogorski nogometaš